# Acalypha oligodonta
Acalypha oligodonta é uma espécie de flor do gênero Acalypha, pertencente à família Euphorbiaceae.